# Wallace Douglas
Wallace Douglas (Winnipeg, 15 de agosto de 1911 – 8 de agosto de 1990) foi um ator canadense.

## Filmografia selecionada
- The Love Wager (1933)
- Music Hath Charms (1935)
- The Last Adventurers (1937)
- The Chinese Bungalow (1940)
- Spies of the Air (1940)